# سیارک ۱۰۵۶۹
سیارک ۱۰۵۶۹ (به انگلیسی: 10569 Kinoshitamasao، نامگذاری:1994GQ) ده هزار و پانصد و شصت و نهمین سیارک کشف شده‌است که در ۸ آوریل ۱۹۹۴ کشف شد.